# Estudios balcánicos
Los estudios balcánicos o balcanología son los estudios relativos a la Península de los Balcanes.

## Instituciones especializadas en estudios balcánicos

### Académico
- Instituto para Estudios balcánicos, Grecia.
- Instituto para Estudios balcánicos (o "Instituto balcanológico"), Serbia (Academia de las Artes y de las Ciencias de Serbia)
- Instituto de Centro y Estudios balcánicos de Tracology, Bulgaria (BAN)
- Centro de Investigación Balcanológica, Bosnia y Herzegovina (Academia de Ciencias y Artes de Bosnia y Herzegovina)

### Universitario
- Centro de estudios europeos del Sudeste, Universidad de Graz, Austria.
- Departamento de Estudios Balcánicos, Eslavos y Orientales, Universidad de Macedonia, Grecia.
- Departamento de Estudios Eslavos del Sur y Balcanes, Universidad de Charles, República Checa.
- Centro M. Drynov para estudios búlgaros y balcánicos, Universidad de Járkov, Ucrania.

## Personas notables
- Traian Stoianovich (1921–2005), historiador.
- Gustav Weigand[1] (1860–1930), lingüista.
- Gerhard Gesemann (1888–1948), lingüista.
- Konstantin Josef Jireček (1854–1918), historiador, lingüista.
- Josef Matl[2] (1897–1974), historiador, lingüista.
- Ioannis Papadrianos[3] (?–2009), historiador.
- Kristian Sandfeld (1873–1942), lingüista.
- Vaso Čubrilović[4] (1897–1990), historiador.
- Radovan Samardžić (1922–1994), historiador.
- Bogdan Petriceicu Hasdeu (1838–1907), lingüista.[5]
- Dragoljub Dragojlović[6] (1928), filólogo, historiador.
- Boris Shmelev[7] (19--), geopolítico contemporáneo.

## Lectura adicional
- Palavestra, Aleksandar. "Balkanologija Jovana CvijićUn." Istraživač 1 (1981): 13-15.
- Lukovič, Miloš. "Balkanistika (balkanologie) v Srbsku v období 1991–2013." Historica-Revisión en Historia y Relacionó Ciencias 5.1 (2014): 86-104.
- Babić, Marko. "Balkanology." (2009).
- Burkhart, Dagmar. "Položaj etnologije u balkanologiji: eksplikacija i teze za balkansku etnologiju." Etnološka tribina 15.8 (1985): 5-28.
- članova Instituta, Bibliografije, y Zrinka Blažević. "Globaliziranje Balkana: prolegomena za nove balkanske studije."
- Lovrenović, Dubravko. "Duž balkanskih historiografskih transverzala." Zeničke sveske-Časopis za društvenu fenomenologiju i kulturnu dijalogiku 03 (2006): 11-20.
- Palavestra, Aleksandar. Balkanology, Arqueología y Mucho tiempo-Historia de plazo. 1994.
- Miliori, Margarita. "Ambiguo partisanships. Philhellenism, turkophilia y balkanology en Gran Bretaña de siglo XIX." Balkanologie. Revue d'études pluridisciplinaires 6.1-2 (2002): 127-153.
- Popovici, V. "El rudiments de Balkanology. Un paso hacia Eurolinguistics-alemán-Reiter, N." (1996): 573-575.
- Polome, E. C. "Características de Balkanology: Una primera mirada en Eurolinguistics-alemán-Reiter, N." (1995): 489-490.
- Battistella, Edwin, et al. "Lingüística eslava y balcánica del sur." (1984): 193-194.
- Sawicka, Irena. "Meandry bałkanologii." Slavica Wratislaviensia 159 (2014): 407-411.
- Štěpánek, Václav. "Slavistička balkanistika–novi izazovi." (2010).
- Orr, Robert, et al. "Lingüística eslava y balcánica del sur (Estudios en Lingüística eslava y General, 11)." (1983): 349-351.
- Babić, Marko. "Balkanology." (2009).
- Papasov, Ivo, et al. Balkanology. Aníbal, 1991.
- Nagy, Levente. "Balcanistica hungarica rediviva." Zeitschrift für Balkanologie 39.2 (2003).
- Barentsen, Adriaan Arij. Lingüística eslava y balcánica del sur. Vol. 1. Rodopi, 1982.

- Datos: Q464974